# وروتسواف ۶۹۰

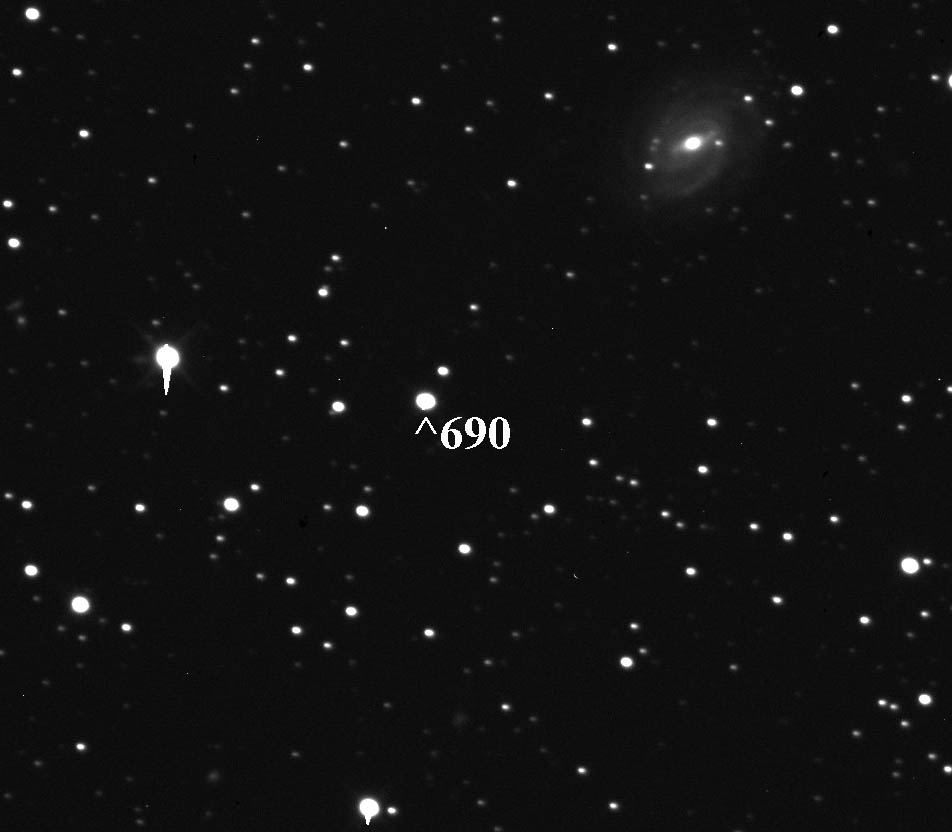
نمایی از سیارک وروتسواف ۶۹۰ در منظومهٔ خورشیدی - ۲۰۰۹

سیارک ۶۹۰ (به انگلیسی: 690 Wratislavia، نامگذاری:1909HZ) ششصد و نودمین سیارک کشف شده‌است که در ۱۶ اکتبر ۱۹۰۹ کشف شد.
قدر مطلق سیارک برابر ۸٫۰۲ است.